# Čchangwon
Čchangwon (창원시) je město v Jižní Koreji a hlavní město provincie Jižní Kjongsang. Je to osmé nejlidnatější město v Jižní Koreji s populací přesahující milion obyvatel. Je to průmyslové město. Místo bylo osídleno po dlouhou dobu a v roce 1408 bylo králem Tedžongem přejmenováno na Čchangwon.
V distriktu Činhe (진해구 za japonské nadvlády Činkai/鎮海) se nachází důležitá námořní základna korejského námořnictva.

## Sport
V roce 2009 se zde konalo první kolo světového poháru ve sportovní střelbě.

## Partnerská města
- Annapolis, Spojené státy americké (1993)
- Danang, Vietnam (1997)
- George Town, Malajsie (2012)
- Guadalajara, Mexiko (2013)
- Himedži, Japonsko (2000)
- Jacksonville, Spojené státy americké (1983)
- Jamaguči, Japonsko (2009)
- Jakutsk, Rusko (2003)
- Jersey City, Spojené státy americké (1986)
- Jongil, Čína (2002)
- Kure, Japonsko (1999)
- Lin-i, Čína (2000)
- Ma-an-šan, Čína (1994)
- Mytho, Vietnam (2006)
- Nan-tchung, Čína (2008)
- Ógaki, Japonsko (1995)
- Pu-sun, Čína (1997)
- San-ja, Čína (2005)
- Šu-lan, Čína (1997)
- Ussurijsk, Rusko (1999)
- Viña del Mar, Chile (1983)
- Zapopan, Mexiko (1987)